# 和平之后主教座堂 (龙川)
和平之后主教座堂，又名龙川主教座堂，是天主教龙川教区的主教座堂，位于越南南部湄公河三角洲地区安江省的省会龍川市美龍坊阮惠街9号。
该堂遵循拉丁礼仪。天主教龙川教区由若望二十三世创立于1960年。该堂在1974年祝圣。
该堂在陳春肖（Trần Xuân Tiếu）主教在任期间建成，有一尊圣母玛利亚大型雕像和高达55米的钟楼。